# Kamienice Fabryki Ćmielów w Krakowie
Kamienice Fabryki Ćmielów w Krakowie – dwie zabytkowe modernistyczne kamienice zbudowane w latach 30. XX wieku przy ulicy Biskupiej 9–11 oraz placu Matejki 2 w Krakowie, której inwestorami byli dyrektor i główny udziałowiec Fabryki Porcelany w Ćmielowie.

## Historia
W drugiej połowie lat 30. XX wieku dyrektor Fabryki Porcelany w Ćmielowie Stanisław Syski oraz ich główny udziałowiec Stanisław Burtan postanowili zainwestować pieniądze w budowę dwóch kamienic w Krakowie. Zaprojektowanie obu budynków powierzyli krakowskiemu architektowi Fryderykowi Tadanierowi.
Obie kamienice znajdują się w gminnej ewidencji zabytków.

## Kamienica przy ulicy Biskupiej

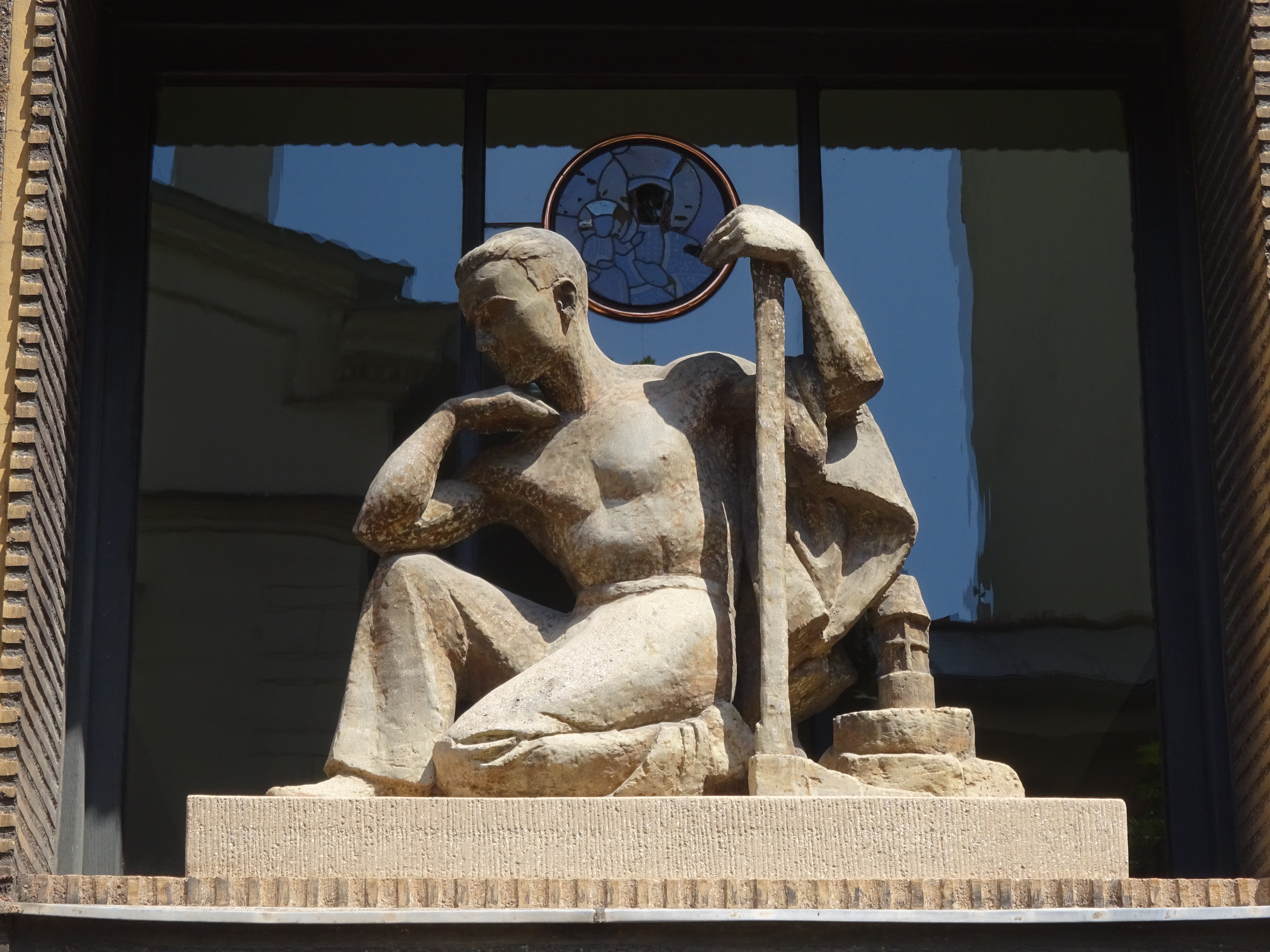
Rzeźba górnika nad wejściem do kamienicy przy ul. Sereno Fenn'a
Franciszek Kalfas, 1937-1938

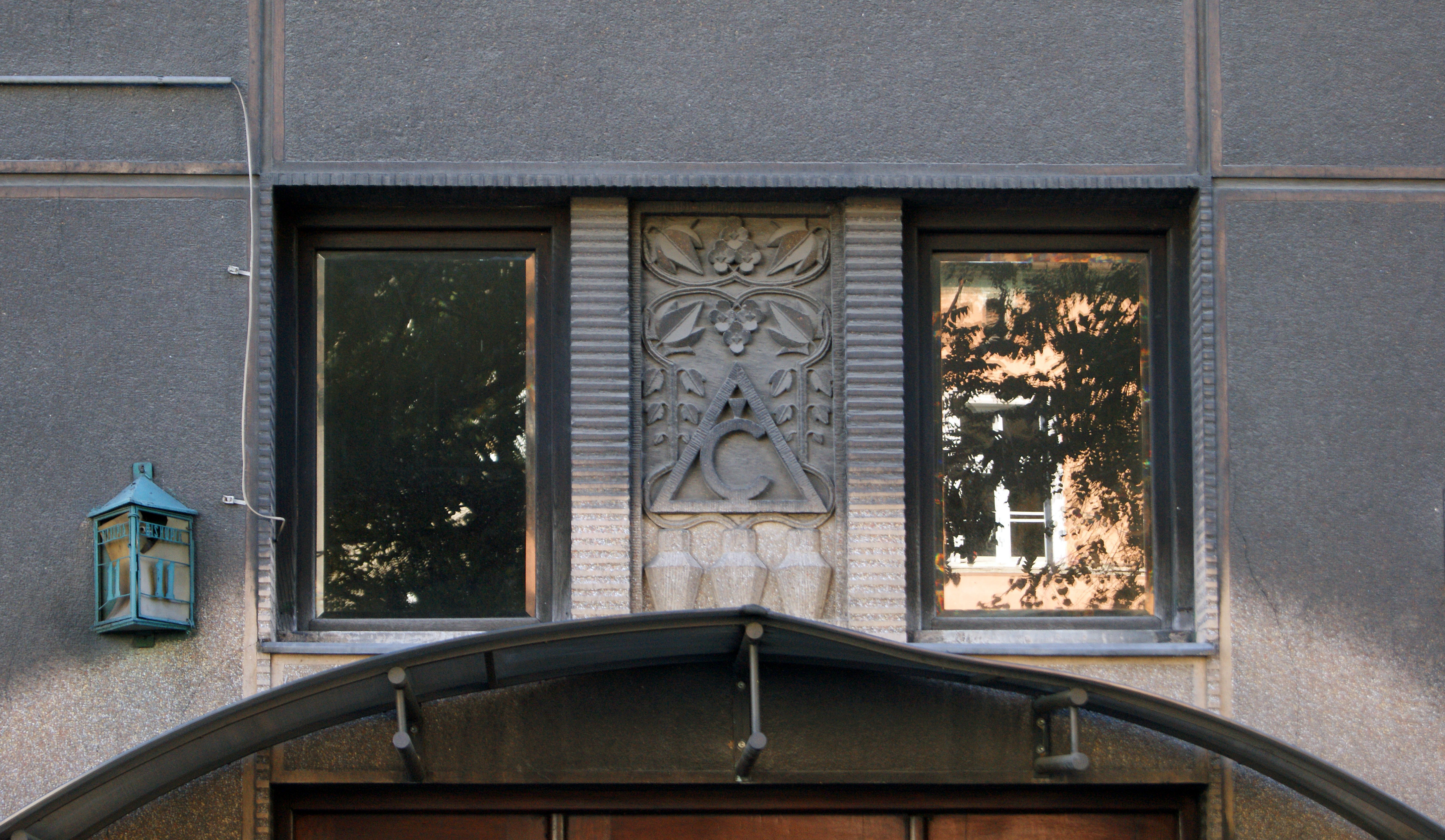
Logo Zakładów Porcelany Ćmielów nad wejściem od strony ulicy Biskupiej 11

Kamienicę dla inż. Stanisława Syskiego i firmy „Ćmielów”, znajdującą się przy ulicy Biskupiej 9-11, wybudowano w latach 1937-1938. Jest ona znakomitym przykładem nurtu umiarkowanego modernizmu. Wcześniej znajdował się na tej działce dom projektu Aleksandra Biborskiego z lat 1881-1886. 
Budynek przy ulicy Biskupiej jest czteropiętrowy, a od strony ulicy Sereno Fenn’a o jedną kondygnację wyższy. Elewacje rozczłonkowano wertykalnymi profilowanymi podziałami z otworami okiennymi w płytkich wnękach. W narożniku umieszczono duże narożne okna weneckie we wspólnym obramowaniu. Parter budynku obłożono płytami ze sztucznego kamienia, z którego wykonano również okładziny gzymsów. Artykulację poziomą elewacji tworzy gzyms nad „boniowanym” parterem, gzyms nad czwartą kondygnacją, przerwany w narożniku, oraz gzymsy nad piątą kondygnacją i gzyms wieńczący. W parterze kamienicy znajdują się mieszkania: kawalerskie i dla dozorcy, a na piętrach trzypokojowe mieszkania. Klatka schodowa wyposażona została w windę. 
Portal wejściowy od strony ulicy Biskupiej zdobi godło plastyczne przedstawiające znak firmy Ćmielów. Podczas zatwierdzania projektu Wydział Budownictwa krakowskiego magistratu zażądał wykonania godeł nad klatkami wejściowymi, stąd nad wejściem od strony ulicy Sereno Fenn’a pojawiła się rzeźba górnika autorstwa Franciszka Kalfasa nawiązująca do górniczego wykształcenia dyrektora Syski. Na drugim piętrze kamienicy zamieszkał w 1938 roku jej architekt – Fryderyk Tadanier (zachowała się do dziś jego wizytówka).

## Kamienica przy placu Matejki

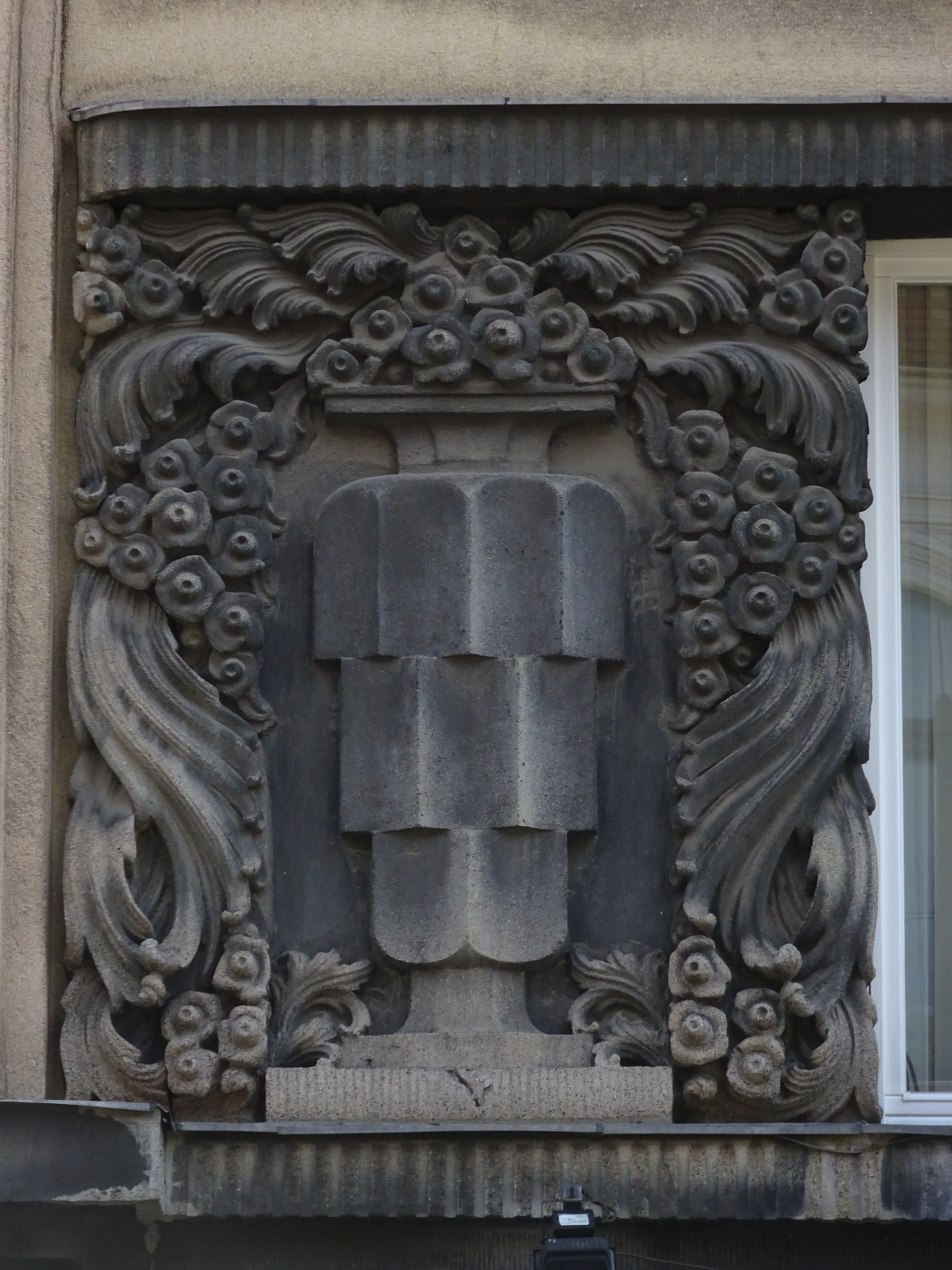
Płaskorzeźba - wazon z kwiatami na kamienicy przy pl. Matejki
Franciszek Kalfas, 1938-1940

Druga kamienica powstała w latach 1938–1940 przy placu Jana Matejki. Zaprojektowana została jako pięciopiętrowa kamienica w stylu umiarkowanego modernizmu. Na każdym z pięter zaprojektowano po dwa trzypokojowe mieszkania. Wysokość budynku została dostosowana do sąsiadującego z nim Gmachu Narodowego Banku Polskiego. Wydział Budownictwa zalecił, aby kamienne filary na parterze były gładkie, bez mijanego boniowania, zaś obramienia okien I piętra bogatsze. Elewacja frontowa otrzymała mocne wertykalne podziały przeprowadzone lizenami, między którymi umieszczono okna. Na pierwszym piętrze skrajne okna flankowane są dwoma płaskorzeźbami każde; wykonane są one ze sztucznego kamienia, a przedstawiają zgeometryzowane wazony ze sztucznymi kwiatami projektu i autorstwa Franciszka Kalfasa. Na elewacji zachowała się tabliczka-wizytówka Fryderyka Tadaniera z datą 1940. W 1940 roku przedłożono dodatkowe plany na zmiany w układzie wewnętrznym piwnic i parteru (zaplanowano pomieszczenia dla apteki, dyżurki laboratorium na parterze).